# Cordia spinescens
El chilincoco, bejuco chocó, verdenegro, vara de agua o varilla negra (Cordia spinescens) es un arbusto de la familia Boraginaceae, que se encuentra en los bosques desde México hasta Bolivia, preferentemente por debajo de los 1.500 m de altitud, pero encontrado hasta los 3000 m.s.n.m.

## Descripción
Alcanza entre 1 y 7 m de altura. Presenta ramas dispuestas helicoidalmente, puberuletas e hirsutas. Sus hojas son perennes, simples, alternas, de 3 a 14 cm de longitud por 1,4 a 7,8 cm de anchura, ovadas a elípticas; pecioladas. Inflorescencia en espigas axilares; flores sésiles y dístilas, con cáliz campanulado y corola tubular blanca. Frutos comestibles, de 2 a 8 mm de largo por 17 a 4 mm de ancho, periformes o globosos, drupáceos, de color rojo al madurar, cubiertos por el cáliz.